# Museo storico della motorizzazione civile
Il Museo storico della motorizzazione civile è sito in via di Settebagni 333 presso il Ministero delle infrastrutture e dei trasporti - Centro Superiore Ricerche e Prove Autoveicoli e Dispositivi, in zona Settebagni a Roma.

## Storia
Il museo ha riaperto il 17 giugno 2019 ed è stato inaugurato dal capo di gabinetto del ministro delle infrastrutture e dei trasporti Gino Scaccia e del Direttore generale territoriale del Centro Superiore Ricerche e Prove Autoveicoli e Dispositivi, Giovanni Lanati..

## Autoveicoli presenti
Nel museo sono presenti i seguenti autoveicoli:
- Alfa Romeo Montreal a 4 cilindri
- Fiat 500 A "Topolino"
- Fiat 18BL
- Fiat 130 della strage di via Fani
- Fiat 508 Balilla
- Fiat 1900 di rappresentanza
- OM Lupetto sezionato
- Peugeot 403 della famiglia di Aldo Moro